# Will Eno
Pour les articles homonymes, voir Eno et Eno (homonymie).
Will Eno, né en 1965, est un dramaturge américain basé à Brooklyn (New York). 
Sa pièce, Thom Pain (based on nothing) est finaliste pour le prix Pulitzer de théâtre en 2005. The Realistic Joneses a sa première à Broadway en 2014, où elle reçoit un prix spécial de Drama Desk et est nommée meilleure pièce sur Broadway par le quotidien USA Today et meilleure pièce américaine de 2014 par The Guardian. Sa pièce The Open House est présentée Off-Broadway au Signature Theatre en 2014 et remporte le Obie Award for Playwriting ainsi que d'autres prix, et figure à la fois dans le Top Ten de pièces de théâtre en 2014 dans TIME Magazine et Time Out New York.

## Biographie
Will Eno grandit à Billerica, Carlisle et Westford (trois localités du Massachusetts) et fréquente la Concord-Carlisle High School. Il fait du cyclisme de compétition de l'âge d'environ 13 ans jusqu'au début de la vingtaine.
Pendant trois ans, il fréquente l'université du Massachusetts à Amherst, mais abandonne et déménage à New York. 
Il est marié à l'actrice Maria Dizzia.

## Carrière
Ses pièces ont été produites à New York, Off-Broadway et par des théâtres régionaux et européens : le Gate Theatre, le SOHO Theatre et la BBC Radio (Londres) ; la Rude Mechanicals Theatre Company Le Groupe Satori (Seattle), lTh Flea Theatre, NY Power Company et Naked Angels (NYC) ; Théâtre Quebracho - Monica Espina (Paris) ; Circle-X (Los Angeles) ; The Cutting Ball Theater (San Francisco). 
Thom Pain a été produit au Brésil, en Italie, en Allemagne, en France, en Norvège, au Danemark, en Israël, au Mexique et dans d'autres pays. 